# Брифи

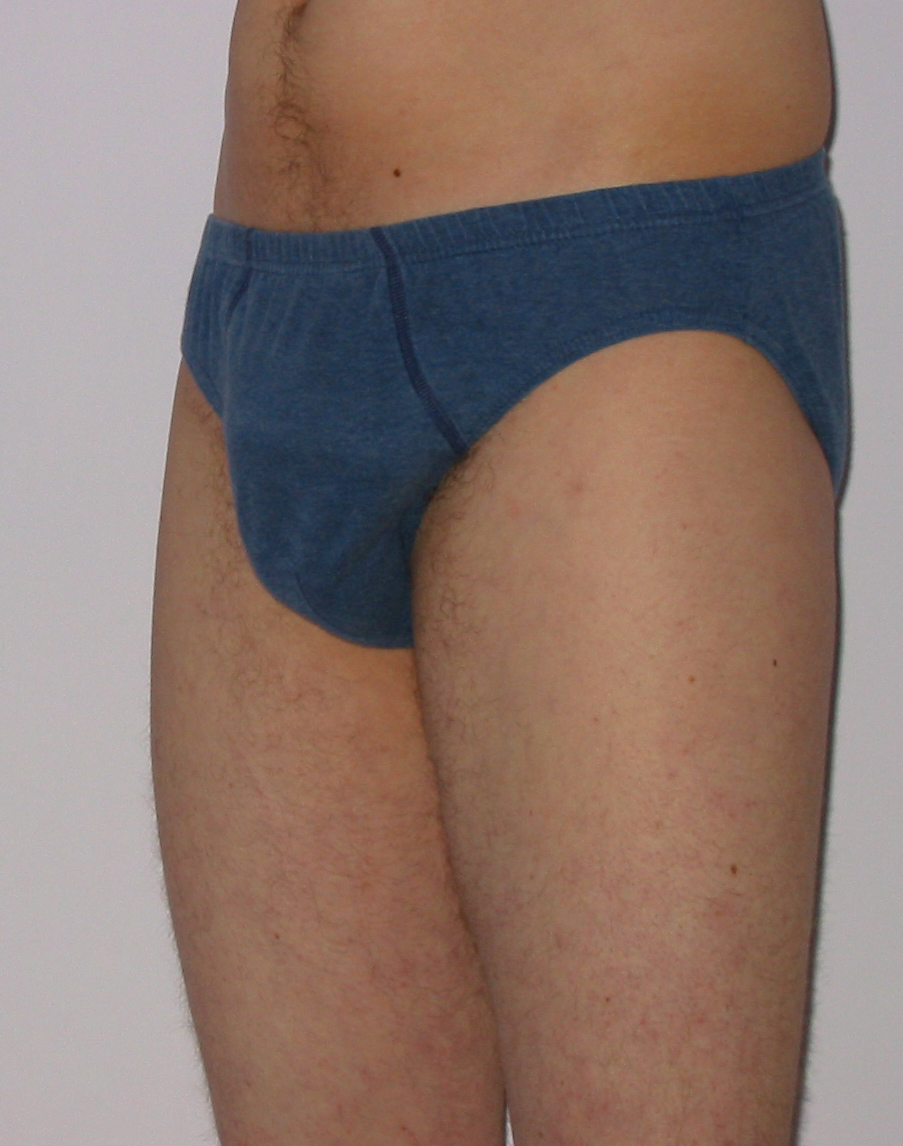
Чоловік у трусах-брифах

Бри́фи (англ. briefs; також сліпи, «плавки») — тип чоловічої спідньої білизни. Являють собою класичні труси, які щільно облягають тіло й утримують статеві органи у фіксованому положенні.

## Назва

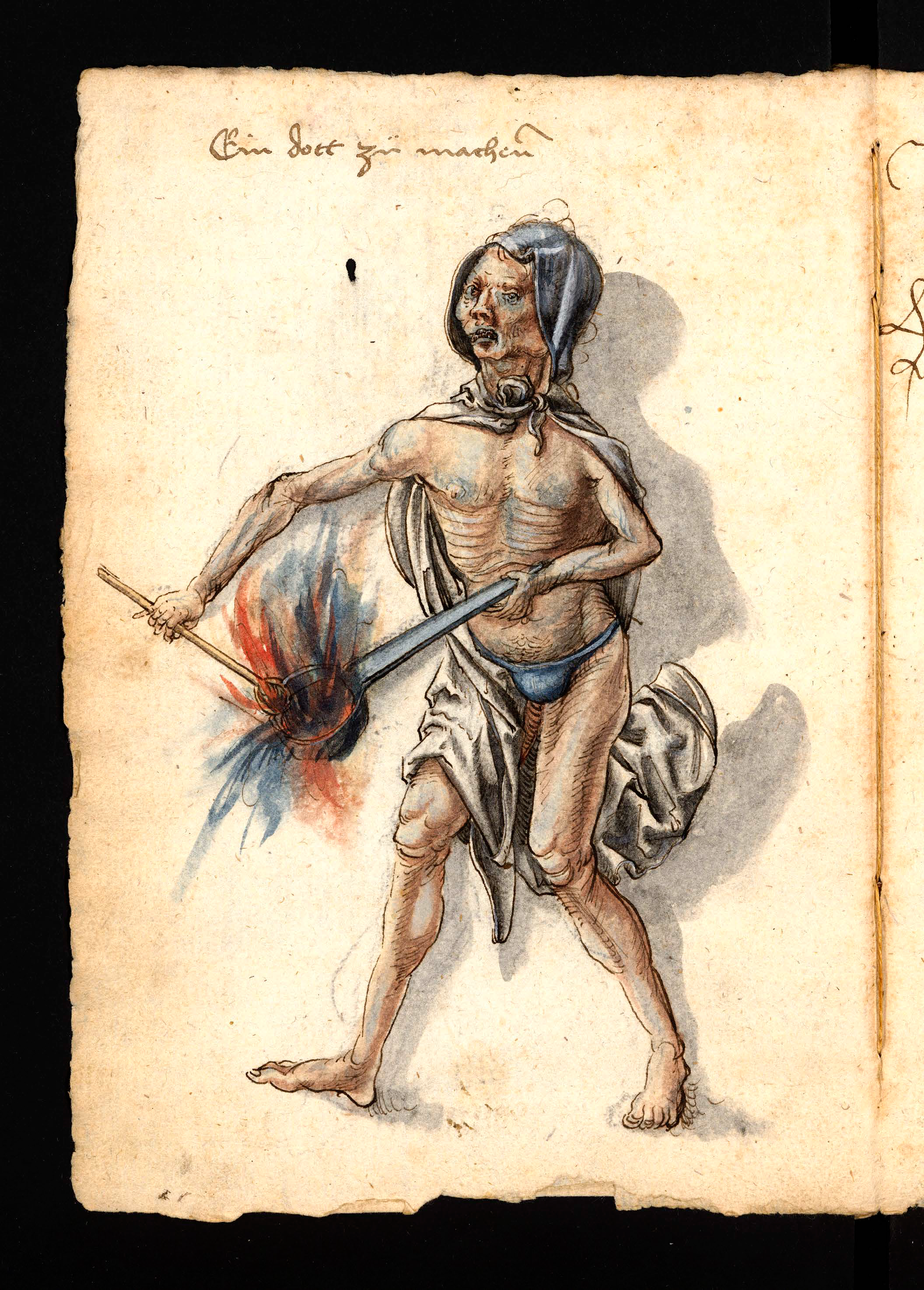
Чоловік у трусах, Кодекс Леффельгольца, Нюрнберг 1505

Слово briefs є множиною слова brief («короткий»). Аналогічним чином у множині (pluralia tantum) вживаються слова trousers, pants («штани»), panties («трусики»), jeans («джинси»). Слово slip може іноді вживатися щодо брифів в англійській мові, але переважно ним називають нижню спідницю.

## Історія
Труси-брифи були придумані американською компанією «Cooper's, Inc» (нині відома як «Jockey International, Inc.») за зразком плавок, в які був одягнений чоловік, зображений на листівці, отриманій з Лазурного Берега керівником компанії Артуром Кнейблером (англ. Arthur Kneibler). Брифи почали продаватися 19 січня 1935 року в Чикаго. Свою новинку вони назвали «jockey shorts». У Великій Британії перші продажі почалися в 1938 році.
Після своєї появи брифи починають домінувати на американському ринку чоловічої спідньої білизни аж до кінця 40-х років, коли популярності боксерам сприяють американські військові льотчики.
У 1950-х роках з'явилася можливість використовувати різні тканини і забарвлення. Також в 1959 році з'явилися брифи заниженої конструкції (талії) (англ. low rise), які мали величезний успіх в Європі.
До 1970-х років брифи ставали дедалі меншими і стали найбільш популярним типом спідньої білизни, оскільки їх зручно носити з обтягуючими джинсами.
З середини 1980 років популярність брифів в Америці та Великій Британії знову знижується на користь боксерів, а в 1990-х з'являється гібридна версія — боксери-брифи.

## Сучасний дизайн
Брифи шиють з різних тканин (як натуральних, так і синтетичних), у складі яких є бавовна, поліестер, віскоза, шовк, спандекс (еластан, лайкра), нейлон тощо.
Моделі трусів представлені в різних кольорах і забарвленнях (однотонні, в смужку, з різними малюнками тощо). Залежно від виробника сучасні брифи можуть бути як з ширінкою, так і без неї. Брифи можуть бути як з високою талією (англ. full rise), так і з заниженою талією, що найбільш зручно для носіння під штанами або джинсами, а також і для занять спортом.

## Здоров'я
Серед багатьох лікарів існує думка, що постійне носіння брифів шкідливо, тому що порушують вироблення сперматозоїдів і може стати причиною безпліддя. Вузькі тугі труси-брифи підвищують температуру чоловічих статевих органів і можуть погіршити кровообіг, внаслідок чого відбувається порушення сперматогенезу — дозрівання сперматозоїдів. Однак не всі дослідження дійшли такого висновку. У жовтні 1998 року американський журнал урології провів дослідження, що привели до висновку про те, що труси типу «плавки» не роблять істотного впливу на сперматогенез.
Також вузькі обтяжні труси можуть призначатися урологами при деяких запальних процесах у чоловічих статевих органах.

## Цікаві факти
- У різних країнах у народі прижилися різні поняття для позначення такого типу трусів. Так, у Великій Британії вживається поняття «Y-fronts», в Австралії, в США — «jockey» стало ім'ям прозивним для позначення брифів, а також як сленг вживають словосполучення «tighty-whiteys». В Україні в просторіччі використовується поняття «плавки».
- У 2006 році на аукціоні «eBay» брифи, яким уже 37 років (куплені в 1969 році) були продані за 127 фунтів стерлінгів.

## Галерея

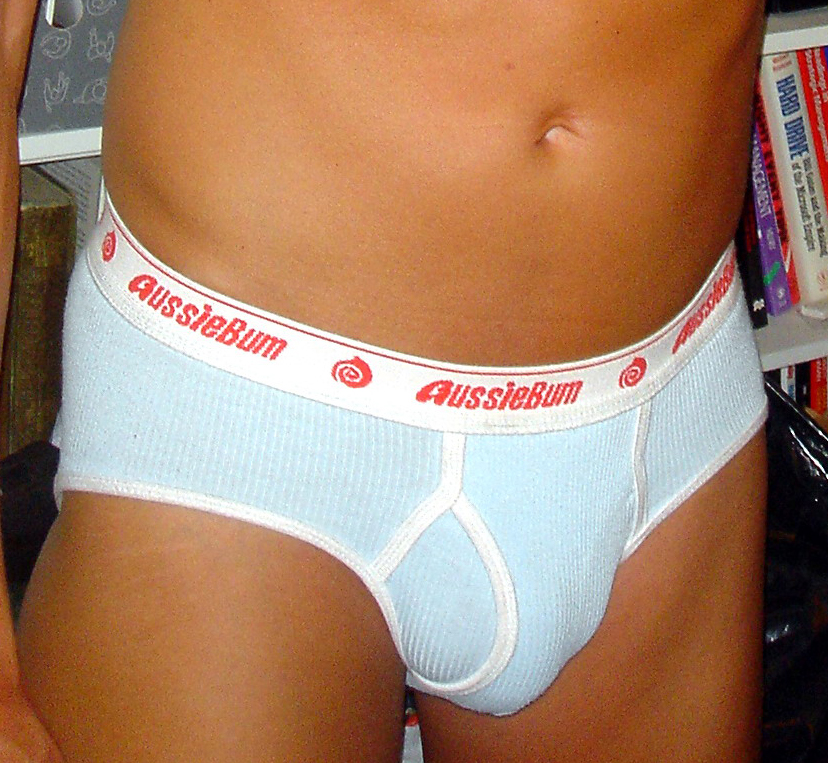
Брифи з ширінькою
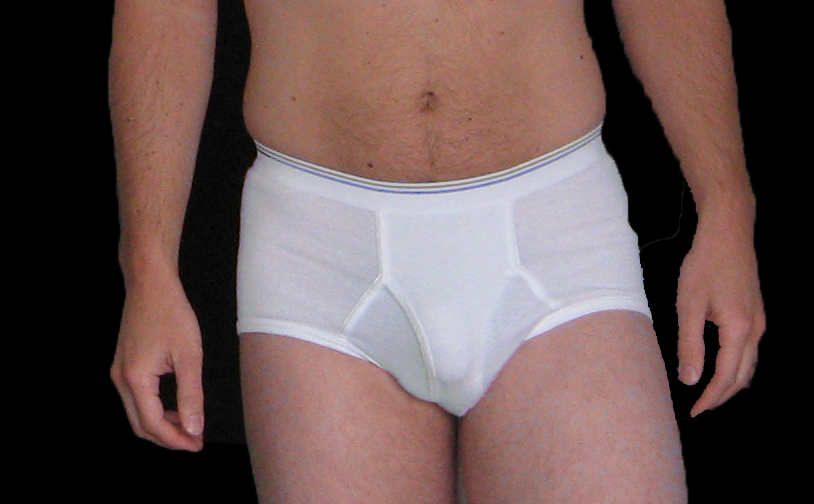
Брифи з високою талією
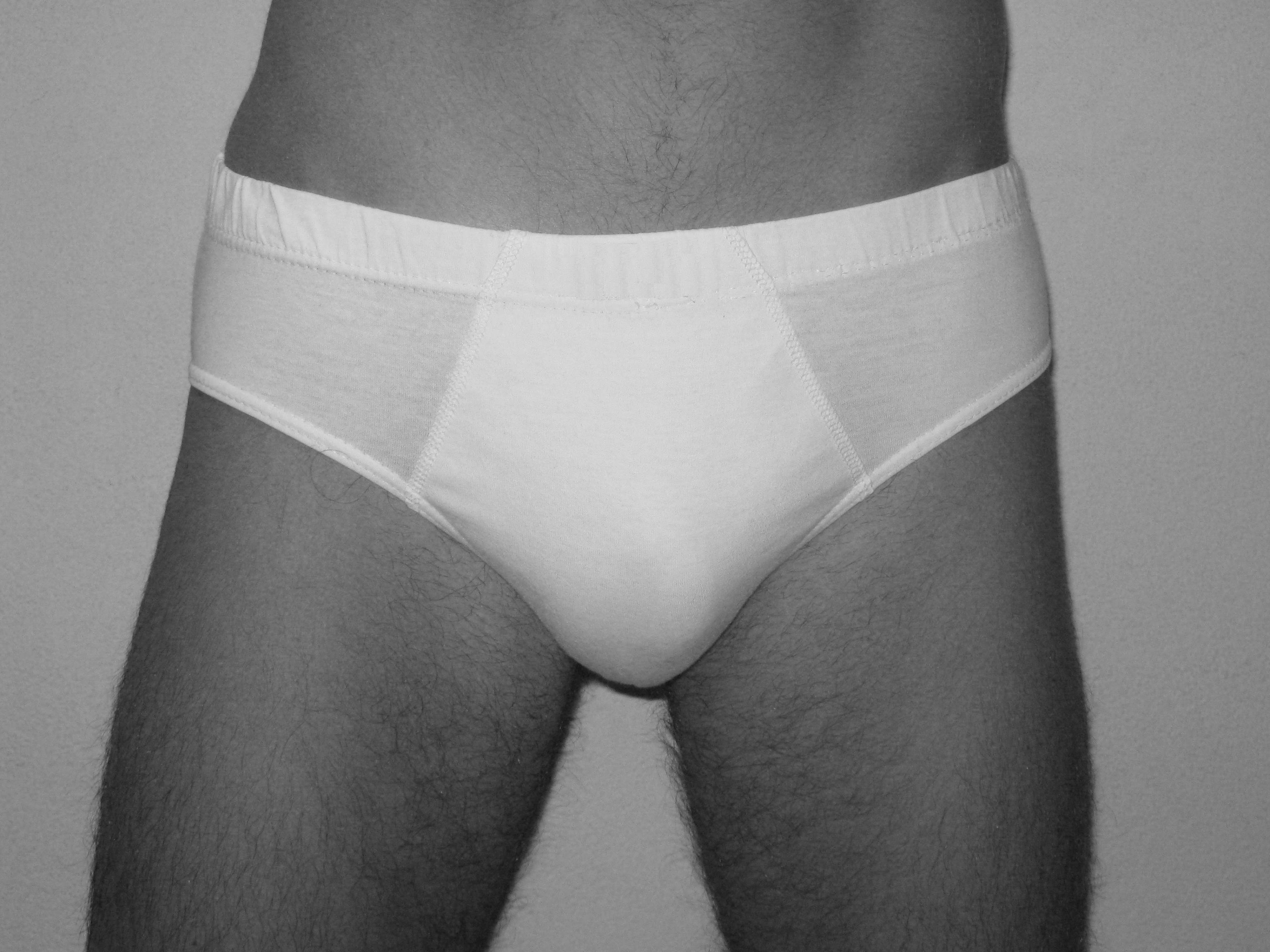
Брифи із заниженою талією
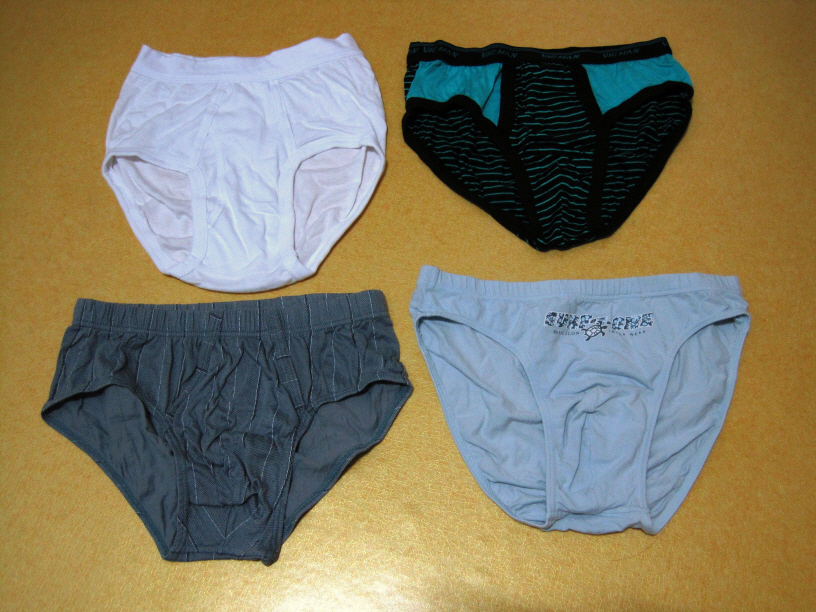
Різні дизайни брифів